# Doctora Juguetes
Doctora Juguetes (en inglés, Doc McStuffins) es una serie irlandesa y estadounidense, en formato de animación, creada por Chris Nee (Creadora de Rosita Fresita: Aventuras en Tutti Frutti) para la compañía irlandesa Brown Bag Films para Disney Junior.
Su trama trata de las aventuras de "Doc", una niña que tiene el poder de comunicarse con sus juguetes, gracias a su estetoscopio mágico obsequiado por su abuela —quien es doctora de juguetes también—. Cuando alguno tiene un síntoma (denominado «pupa»), la llaman a ella para curarlo, también lo apunta en el ''Gran libro de pupas''—que le ayuda a saber el diagnóstico—. Sus juguetes cobran vida y juntos viven divertidas aventuras.
La serie se estrenó el 19 de mayo de 2012 en España por Disney Junior, el 22 de julio de 2012 en España por Disney Channel, el 4 de junio de 2012 en Latinoamérica por Disney Junior, y el 21 de julio de 2012 en Latinoamérica por Disney Channel. La segunda temporada se estrenó el 6 de septiembre de 2013 en Irlanda, Reino Unido y Estados Unidos; el 16 de diciembre de 2013 en Latinoamérica, y el 18 de enero de 2014 en España, junto con el estreno del cortometraje Los casos de Doc estrenado en Irlanda, Reino Unido, Estados Unidos y Latinoamérica; en España se estrenó en diciembre de 2013. La tercera temporada se estrenó el 2 de julio de 2015 en Irlanda, Reino Unido y Estados Unidos; y el 7 de septiembre de 2015 en Latinoamérica.
La serie ha ganado numerosos premios, incluyendo 2 Premios Annie, un premio British Academy Children Awards, un premio NAACP Image Award, y un premio Peabody.

## Historia
La serie giró a la franquicia Toy Story de Disney en, la cual se inspiró; condujendo a Chris Nee hacia Irlanda, donde se asoció con animadores nominados al Óscar en Brown Bag Flims en 2011. La producción inició en 2011 en Estados Unidos. Se preestrenó la serie de televisión el 17 de marzo de 2012 en Irlanda y Estados Unidos. El 23 de marzo de 2012, se estrenó la serie de televisión en Irlanda y Estados Unidos. El 5 de junio de 2012, la serie se renovó para una segunda temporada. El 6 de septiembre de 2013, se estrenó la segunda temporada.

## Argumento

### Primera temporada (2012)
Su trama trata de las aventuras de “Doc”, una niña afroamericana de 6 años que tiene el poder de comunicarse con sus juguetes, gracias a su estetoscopio mágico obsequiado por su abuela —quien también es doctora—. Cuando alguno tiene un síntoma (denominado «pupa»), la llaman para repararlo y luego anotar el diagnóstico en el "Gran libro de pupas" —. Sus juguetes cobran vida y juntos viven divertidas aventuras.

### Segunda temporada (2013 - 2015)
En la segunda temporada Doc McStuffins crea el Móvil Doc con ayuda de su padre Marcus McStuffins y sus amigos peluches, en el que los últimos episodios de la misma temporada, afrontaron una tormenta junto a Doc y su familia.

### Tercera temporada (2015 - 2016)
En la tercera Doc McStuffins es también doctora de mascotas (este fue el especial titulado Doctora Juguetes: veterinaria). Además la pequeña viajó para ser recibida en la residencia de la ex primera dama de Estados Unidos, Michelle Obama y de tener una hermanastra.

### Cuarta temporada (2016 - 2017)
En la cuarta temporada se conoce la historia de su abuela y Doc McStuffins fue enviada con la ayuda de su estetoscopio mágico a la ciudad de los juguetes (denominado: «Juguetopolis»), en el que trabaja con sus amigos peluches en el hospital.

## Producción

### Dirección y productores
La serie de televisión es dirigida por Norton Virgien y producido por Gillian Higgins y Theresa Mayer.

### Productores ejecutivos
Chris Nee, Cathal Gaffney y Darragh O'Connell son los productores ejecutivos de la serie. A ellos se les debe gran parte de la trama de los episodios. Existe un puesto con mayor implicación, el de showrunner, que cumple las funciones de jefe de guionistas y de dirección de la producción de la serie durante una temporada completa.

### Guion
Además de Chris Nee, el equipo de guionistas de la serie consta de 17 escritores: Noelle Wright, Kent Redeker, Bradley Zweig, Michael Rabb, Corey Powell, Sascha Paladino, Joseph Purdy, Sharon Soboil, Carin Greenberg, Kerri Grant, Ed Valentine, Jennifer Hamburg, Carin Greenberg, Robert Vargas, Sue Rose, Krista Tucker, y Shea Fontana. 
El líder de estas secciones es Chris Nee. Acreditado en más en 12 episodios, Sascha Paladino es el guionista más prolífico del equipo. Los directores de los episodios son Norton Virgien, Saul Blinkoff, Maria Estrada, y Dan Noshella.

### Actores de voz
La serie tiene diez actores principales. Kiara Muhammad interpreta la voz de Doc McStuffins; Robbie Rist interpreta la voz de Stuffy McStuffins; Lara Jill Miller interpreta la voz de Lambie McStuffins; Jess Harnell interpreta la voz de Chilly McStuffins; Loretta Devine interpreta la voz de Hallie McStuffins; Jaden Betts, Sayeed Shahidi y Andre Robinson interpretan la voz de Donny McStuffins; Kimberly Brooks interpreta la voz de Myiesha McStuffins, y Gary Anthony Williams interpreta la voz de Marcus McStuffins. 
También hay diez actores que son lo recurrentes. Ari Rubin interpreta la voz de Hermie, Kylee Anderson interpreta la voz Emmie, Amy Betts y Caitlin Carmichael interpretan la voz de Alma, James Buddy Handleson interpreta la voz de Luca, Curtis Harris interpreta la voz de Henry, Elan Garfias interpreta la voz de Carlos, Jay Gragnini interpreta la voz de Will, China Anne McClain interpreta la voz de Tisha McStuffins, y Jeffrey Nicholas Brown  interpreta la voz de Bronty. 
La serie ha sido doblada a muchos idiomas, incluyendo el español, francés, portugués, japonés, alemán, polaco, húngaro, lombardo y sueco.

#### Doblaje al español
El doblaje en español de la serie se realiza en dos versiones diferentes, una en Argentina y otra en España. En la versión de España, el director de doblaje es Santiago Salorio, el traductor es Tino Maceiras y Margarita Díaz, y el ajustador es María José Díaz. En la versión de Argentina, el doblaje de se realizó en el estudio Media Pro Com. El director de doblaje es Luis Otero, la traductora es Sandra Brizuela, el gerente creativo es Pedro de La Llata, y el director creativo es Rául Aldana. El doblaje es producido por Disney Character Voices International, Inc en Buenos Aires, Argentina.
El reparto principal es:
| Personaje                         | Actor de voz original | Actor de doblaje (Latinoamérica) | Actor de doblaje (España) |
| --------------------------------- | --------------------- | -------------------------------- | ------------------------- |
| Doc McStuffins (Doctora Juguetes) | Kiara Muhammad        | Natalia Rosminati                | Catherina Martínez        |
| Stuffy (Felpita/Valentín)         | Robbie Rist           | Hernán Palma                     | Iñaki Baliño              |
| Lambie (Lanitas)                  | Lara Jill Miller      | Paula Cugnata                    | Luz Tallería              |
| Chilly (Friolín/Tiritón)          | Jess Harnell          | Alejandro Graue                  | Roberto Reboiro           |
| Hallie (Hally)                    | Loretta Devine        | Luciana Falcón Graña             | Ruth Pazo Olivares        |
| Donny McStuffins                  | Jaydon Betts          | Christian Peirano                | Sergio García Marín       |
| Dra. Myiesha McStuffins           | Kimberly Brooks       | Mara Campanelli                  | ?                         |
| Marcus McStuffins                 | Gary Anthony Williams | Leto Dugatkin                    | ?                         |

### Música
La música tiene un papel importante en la serie. Los personajes cantan y bailan sus propias canciones. El director es Stuart Kollmorgen. Kay Hanley está a cargo de la composición de la música de apertura de la serie. Anteriormente, Michelle Lewis estuvo a cargo de la composición de las canciones. Actualmente, Mike Himelstein está a cargo de la composición de las canciones. China Anne McClain interpreta la canción de apertura de la serie "Ya llegó la doctora".

### Diseño y animación
La serie consta de 30 animadores. La serie es animada por la compañía Brown Bag Films. Bronagh O'Hanlon fue el director de arte y creador de los personajes, Jean Herlify fue el líder de la animación y James Stacey se aseguró del que el programa fuése acorde y el encargado del modelado, las iluminaciones, las texturas y las sombras.

¡Trabajar como director de animación de Doc McStuffins ha sido un verdadero placer!. Es un espectáculo tan divertido y enérgico, por no mencionar su aspecto hermoso. Por cierto, discúlpeme por ser tan postiivo ¡pero no puedo describir la producción de este programa de otra manera!.
Brown Bag Labs (traducido), 21 de marzo de 2012.

## Personajes
Los personajes principales son Doc McStuffins, una doctora de juguetes; y sus juguetes: Valentín/Felpita, un dragón valiente; Lanitas/Lambie, una ovejita bailarina que le gusta bailar y también abrazar a la gente; Friolin, un muñeco de nieve hipocondriaco, inquieto, nervioso y perfecto; la enfermera Hally (Paqui en España), una enfermera hipopótamo; Chillón, un pez globo; y Hermie, un cangrejo. Myiesha McStuffins y Marcus McStuffins son sus padres. Donny McStuffins es su hermano.
Los personajes recurrentes son: Emmie, la mejor amiga de Doc McStuffins; Alma, la hermana menor de Emmie; Henry, el vecino de Doc McStuffins y de Donny McStuffins; Carlos, otro vecino de Doc McStuffins y Donny McStuffins; Will, otro amigo de Donny McStuffins, Tisha McStuffins, la prima de Doc McStuffins y Donny McStuffins; y Bronty, un brontosaurio primo de Valentín McStuffins.

## Episodios
| Temporada | Temporada | Episodios | Estreno                 | Estreno              |
| Temporada | Temporada | Episodios | Inicio                  | Final                |
| --------- | --------- | --------- | ----------------------- | -------------------- |
|           | 1         | 26        | 11 de junio de 2011     | 2012                 |
|           | 2         | 36        | 6 de septiembre de 2013 | 21 de agosto de 2015 |
|           | 3         | 29        | 28 de agosto de 2015    | —                    |

## Recepción y logros

### Premios y nominaciones
La serie ha ganado numerosos premios, incluyendo 2 Premios Annie, un premio British Academy Children Awards, un premio NAACP Image Award, y un premio Peabody.

### Crítica
La serie recibió críticas positivas desde su lanzamiento.

## Productos

### DVD
Lanzó a la venta 4 DVD: Friendoship in the Medicine el 21 de agosto de 2012, Time for Four Check Up el 7 de mayo de 2013, Mobile Clinic el 18 de marzo de 2014, School of the Medicine el 9 de septiembre de 2014,  y Cuddle Me Lambie el 3 de febrero de 2015. Lanzó a la venta el CD The Doc is in el 18 de junio de 2013 en Reino Unido, Irlanda y Estados Unidos, y el 26 de noviembre de 2013 en Latinoamérica.

### Juguetes
La industria de los juguetes estuvo a cargo de muchas marcas, entre ellas las más importantes: la marca Grupo Ruz desde a principios del año 2014 hasta finales del año 2018; y la importación de la marca Disney Store. Las marcas vendían cada una la personaje principal en muñeca, El móvil Doc, entre otros figuras de acción y peluches.